# Associazione Calcio Vogherese 1993-1994
Questa voce raccoglie le informazioni riguardanti  l'Associazione Calcio Vogherese nelle competizioni ufficiali della stagione 1993-1994.

## Rosa
| N. |                   | Ruolo | Calciatore         |
| -- | ----------------- | ----- | ------------------ |
| -  | Italia (bandiera) | D     | Alessandro Avanzi  |
| -  | Italia (bandiera) | D     | Davide Baronio     |
| -  | Italia (bandiera) | P     | Enzo Bettini       |
| -  | Italia (bandiera) | A     | Luca Bielli        |
| -  | Italia (bandiera) | A     | Alberto Bocchio    |
| -  | Italia (bandiera) | D     | Alessandro Bonomi  |
| -  | Italia (bandiera) | P     | Sergio Cannarozzi  |
| -  | Italia (bandiera) | D     | Walter Cesarini    |
| -  | Italia (bandiera) | A     | Gianluca Chiellini |
| -  | Italia (bandiera) | C     | Antonino Cosenza   |
| -  | Italia (bandiera) | C     | Marco Dell'Amico   |
| -  | Italia (bandiera) | C     | Dino Di Jiulio     |
| -  | Italia (bandiera) | D     | Massimo Donelli    |

| N. |                   | Ruolo | Calciatore           |
| -- | ----------------- | ----- | -------------------- |
| -  | Italia (bandiera) | D     | Christian Fioratti   |
| -  | Italia (bandiera) | C     | Diego Lavelli        |
| -  | Italia (bandiera) | D     | Gabriele Massocchi   |
| -  | Italia (bandiera) | A     | Fabio Morello        |
| -  | Italia (bandiera) | D     | Riccardo Negri       |
| -  | Italia (bandiera) | A     | Fabio Padovani       |
| -  | Italia (bandiera) | C     | Gianluca Piccinini   |
| -  | Italia (bandiera) | C     | Paolo Pochintesta    |
| -  | Italia (bandiera) | C     | Maurizio Rombolini   |
| -  | Italia (bandiera) | A     | Massimiliano Santoro |
| -  | Italia (bandiera) | D     | Enrico Signoroni     |
| -  | Italia (bandiera) | D     | Giorgio Zanutta      |